# Serratotantulus chertoprudae
Serratotantulus chertoprudae är en kräftdjursart som beskrevs av Evgenyi Nikolayevich Savchenko och Kolbasov 2009. Serratotantulus chertoprudae ingår i släktet Serratotantulus och familjen Basipodellidae.
Artens utbredningsområde är Indiska oceanen. Inga underarter finns listade i Catalogue of Life.